# Iraklis Thessalonique (football)
Pour les articles homonymes, voir Iraklis.
Maillots
L'Iraklis Thessalonique (grec moderne : Ηρακλής Θεσσαλονίκης) est un club grec de football fondé en 1908 et basé dans la ville de Thessalonique.
Le club joue pour la saison 2015-2016 en Superleague Elláda (1re division grecque).

## Histoire

### Historique des noms
- 1908–1910: Makedonikos Gymnastikos Syllogos
- 1910–1912: Othomanikos Ellinikos Gymnastikos Syllogos Thessalonikis "Iraklis"
- 1912–2012: Gymnastikos Syllogos Thessalonikis "Iraklis"
- 2012–2019: Athlitiki Enosi Pontion "Iraklis" 1908
- 2019–2020: Athlitikos Syllogos "Iraklis" 2015
- 2021–: Panathlitikos Omilos Triglias "Iraklis"

### Histoire du club
La section football est fondée en 1908, ce qui en fait le club le plus ancien de la ville de Thessalonique, et l'un des plus anciens de Grèce. Il rejoint l'élite du championnat national grec à sa création en 1927, et y participe pratiquement sans interruption jusqu'en 2011. Au cours de la saison 1961-1962, l'Iraklis participe pour la première fois à une Coupe d'Europe (la Coupe des villes de foires 1961-1962, ancêtre de la  Ligue Europa). Le club continue à faire quelques apparitions ponctuelles dans les compétitions jusque dans les années 2000. Il connait son plus grand succès jusqu'ici en 1976 en remportant la Coupe de Grèce.
En 2011, l'Iraklis Thessalonique est relégué administrativement en Football League par la Fédération hellénique de football pour fraudes sur des documents comptables. Sanctionné d'une nouvelle relégation pour avoir tenté de renverser cette décision devant un tribunal, le club manque ensuite la date limite d'inscription administrative en troisième division, et se voit finalement contraint de repartir au quatrième niveau de la pyramide du football grec. Ces événements provoquent des manifestations des supporters, émaillées d'affrontements avec la police.
Le club fusionne par la suite avec le Pontioi Katerini F.C.. Le nouveau club, nommé « AEP Iraklis F.C. », reprend la place du Pontioi Katerini en 3e division grecque, mais apparaît bien comme le continuateur de l'Iraklis dont il reprend une partie de l'effectif, les couleurs et le stade, le Stade Kaftanzoglio. La saison suivante, il remporte le championnat, atteignant par conséquent la 2e division grecque, Ethniki B.
En fin de saison 2014-2015, il est promu et rejoint la première division grecque pour la saison 2015-2016.

## Bilan sportif

### Palmarès
| Compétitions nationales | Compétitions régionales | Compétitions internationales                     |                                                                                  |
| --- | --- | ------------------------------------------------ | -------------------------------------------------------------------------------- |
| \| - Championnat de Grèce : - Vice-champion : 1933-34, 1938-39 et 1946-47. - Coupe de Grèce (1) : - Vainqueur : 1975-76. - Finaliste : 1946-47, 1956-57, 1979-80 et 1986-87. \| - Championnat de Thessalonique (5) : - Vainqueur : 1926-27, 1938-39, 1939-40, 1950-51 et 1951-52. \| \| - Championnat de Grèce D2 (1) : - Champion : 1980-81. - Vice-champion : 2014-15. \| | - Championnat de Grèce du Nord (ESPM) (5) : - Vainqueur : 1926-27, 1938-39, 1939-40, 1950-51 et 1951-52. - - Finaliste : 1923-24, 1925-26, 1929-30, 1936-37, 1946-47 et 1952-53. | - Coupe des Balkans (1) : - Vainqueur : 1984-85. |                                                                                  |
| - Championnat de Grèce : - Vice-champion : 1933-34, 1938-39 et 1946-47. - Coupe de Grèce (1) : - Vainqueur : 1975-76. - Finaliste : 1946-47, 1956-57, 1979-80 et 1986-87. | - Championnat de Thessalonique (5) : - Vainqueur : 1926-27, 1938-39, 1939-40, 1950-51 et 1951-52.                                                                                |                                                  | - Championnat de Grèce D2 (1) : - Champion : 1980-81. - Vice-champion : 2014-15. |

### Records individuels
|   | Nom                    | Matchs | Dates     |
| - | ---------------------- | ------ | --------- |
| 1 | Daniil Papadopoulos    | 419    | 1981-1998 |
| 2 | Makis Sentelidis       | 312    | 1966–1978 |
| 3 | Bábis Xanthópoulos     | 283    | 1975-1987 |
| 4 | Vassilis Hatzipanagis  | 281    | 1975-1991 |
| 5 | Zacharias Chaliabalias | 280    | 1964-1975 |

|   | Nom                   | Buts | Dates                |
| - | --------------------- | ---- | -------------------- |
| 1 | Dimitris Gesios       | 74   | 1972-1980            |
| 2 | Daniil Papadopoulos   | 64   | 1981-1998            |
| 3 | Michális Konstantínou | 63   | 1997-2001, 2008-2009 |
| 4 | Fanis Toutziaris      | 62   | 1987-1995            |
| 5 | Vassilis Hatzipanagis | 62   | 1975-1991            |

## Personnalités du club

### Présidents
- / Spyros Papathanasakis
- Tom Papadopoulos
- Theodoros Drakopoulos
- Ioannis Mesthaneus
- 2000- :  Evangelos Mytilineos

### Entraîneurs
Le tableau suivant présente la liste des entraîneurs du club depuis 1959.
| Rang | Nom                   | Période   |
| ---- | --------------------- | --------- |
| 1    | Panos Markovic        | 1959-1960 |
| 2    | Aleksandar Tomašević  | 1961-1962 |
| 3    | Theodor Brinek Sr.    | 1962-1963 |
| 4    | Josip Takač           | 1963-1964 |
| 5    | Ratomir Čabrić        | 1964-1965 |
| 6    | Slavko Milošević      | 1965-1966 |
| 7    | Kostas Karapatis (en) | 1967-1969 |
| 8    | Ljubiša Spajić        | 1969-1972 |
| 9    | Lákis Petrópoulos     | 1971-1972 |
| 10   | Ilias Zahariadis      | 1972-1973 |
| 11   | Ljubiša Spajić        | 1974-1975 |
| 12   | Les Shannon           | 1975-1976 |
| 13   | Milan Ribar           | 1976-1977 |
| 14   | Michalis Bellis       | 1977-1978 |
| 15   | Kostas Karapatis (en) | 1978      |
| 16   | Antoni Brzeżańczyk    | 1978-1979 |
| 17   | Kostas Karapatis (en) | 1980      |
| 18   | Telis Batakis         | 1980-1981 |
| 19   | Apostol Chachevski    | 1981-1983 |
| 20   | Telis Batakis         | 1983      |

| Rang | Nom                      | Période   |
| ---- | ------------------------ | --------- |
| 21   | Friedel Rausch           | 1983-1985 |
| 22   | Telis Batakis            | 1985-1986 |
| 23   | Nikos Alefantos          | 1986      |
| 24   | Diethelm Ferner          | 1986-1987 |
| 25   | Christos Archontidis     | 1987      |
| 26   | K. Aidiniou & G. Koudas  | 1987      |
| 27   | Nikos Alefantos          | 1987-1988 |
| 28   | Agne Simonsson           | 1988-1990 |
| 29   | Telis Batakis            | 1990-1991 |
| 30   | Thijs Libregts           | 1991-1994 |
| 31   | Dušan Mitošević          | 1994-1996 |
| 32   | Vassilis Antoniadis (en) | 1996-1997 |
| 33   | Alkétas Panagoúlias      | 1997      |
| 34   | Giorgos Paraschos        | 1997-1998 |
| 35   | Kiril Dojčinovski        | 1998      |
| 36   | Mats Jingblad            | 1999      |
| 37   | Ángelos Anastasiádis     | 1999-2000 |
| 38   | Ioánnis Kyrástas         | 2000      |
| 39   | Ángelos Anastasiádis     | 2001-2002 |
| 40   | Ivan Jovanović           | 2002      |

| Rang | Nom                     | Période   |
| ---- | ----------------------- | --------- |
| 41   | Eugène Gerards          | 2003-2004 |
| 42   | Mats Jingblad           | 2004      |
| 43   | Sergio Markarian        | 2004-2005 |
| 44   | Savvas Kofidis          | 2005-2007 |
| 45   | Jozef Bubenko           | 2007      |
| 46   | Ivan Jovanović          | 2007      |
| 47   | Ángel Pedraza           | 2008      |
| 48   | Makis Katsavakis        | 2008-2009 |
| 49   | Oleh Protasov           | 2009      |
| 50   | Savvas Kofidis          | 2009-2010 |
| 51   | Jozef Bubenko           | 2009-2010 |
| 52   | Marinos Ouzounidis      | 2010-2011 |
| 53   | Giorgos Paraschos       | 2011      |
| 54   | Vassilis Spirogiannis   | 2011      |
| 55   | Soulis Papadopoulos     | 2011-2012 |
| 56   | Giorgos Strantzalis     | 2012-2013 |
| 57   | Giannis Chatzinikolaou  | 2013      |
| 58   | Siniša Gogić            | 2013      |
| 59   | Guillermo Ángel Hoyos   | 2013-2014 |
| 60   | Nikos Papadopoulos (en) | 2014-2016 |

| Rang | Nom                       | Période   |
| ---- | ------------------------- | --------- |
| 61   | Ioannis Amanatidis        | 2016      |
| 62   | Savvas Pantelidis         | 2016-2017 |
| 63   | Miloš Kostić              | 2017      |
| 64   | Sakis Anastasiadis        | 2017-2018 |
| 65   | Spyros Baxevanos          | 2018      |
| 66   | Alekos Vosniadis          | 2018      |
| 67   | Dimitrios Eleftheropoulos | 2018      |
| 68   | José Manuel Roca          | 2018-2019 |
| 69   | Marcello Troisi           | 2019      |
| 70   | Margaritis Kechagias      | 2019-2020 |
| 71   | Giorgos Akritopoulos      | 2020      |
| 72   | Spyros Baxevanos          | 2020-     |

### Joueurs emblématiques
- Konstantínos Chalkiás
- Yórgos Yeoryádis
- Fánis Kateryannákis
- Savvas Kofidis
- Panagiotis Lagos
- Nikos Machlas
- Ieroklís Stoltídis
- Efstáthios Tavlarídis
- Bábis Xanthópoulos
- Giuseppe Signori
- Edwin Murati
- Michális Konstantínou
- Andreas Reinke
- James Debbah
- Nicolae Dică
- Bogdan Mara
- Marko Pantelić
- Aarón Ñíguez
- Kennedy Bakircioglü
- Urko Pardo

## Identité du club

### Historique du logo

1908–1986, 1988–1990, 1995–1997
2005–2008, 2009–2011
2008–2009